# Stroncijev kromat
Stroncijev kromat, SrCrO4, pod imenom žuti ultramarin ili stroncijsko žutilo, blještavožuta je slikarska boja.

## Stroncijeva žuta
Stroncijeva žuta svojstveno je blijedo žute obojenosti sa zelenkastim odsjajem (limunsko žuta). Bolje pokriva nego druge svijetlo žute boje, osim kadmijevih. Izložena svjetlosti dobiva zelenkast ton. Ne koristi se u slikanju fresaka jer je neotporna prema alkalnosti vapna. Služi za pripremu svijetlo zelenih boja s plavim pigmentima.